# Altes Pfarrhaus (Kalbensteinberg)

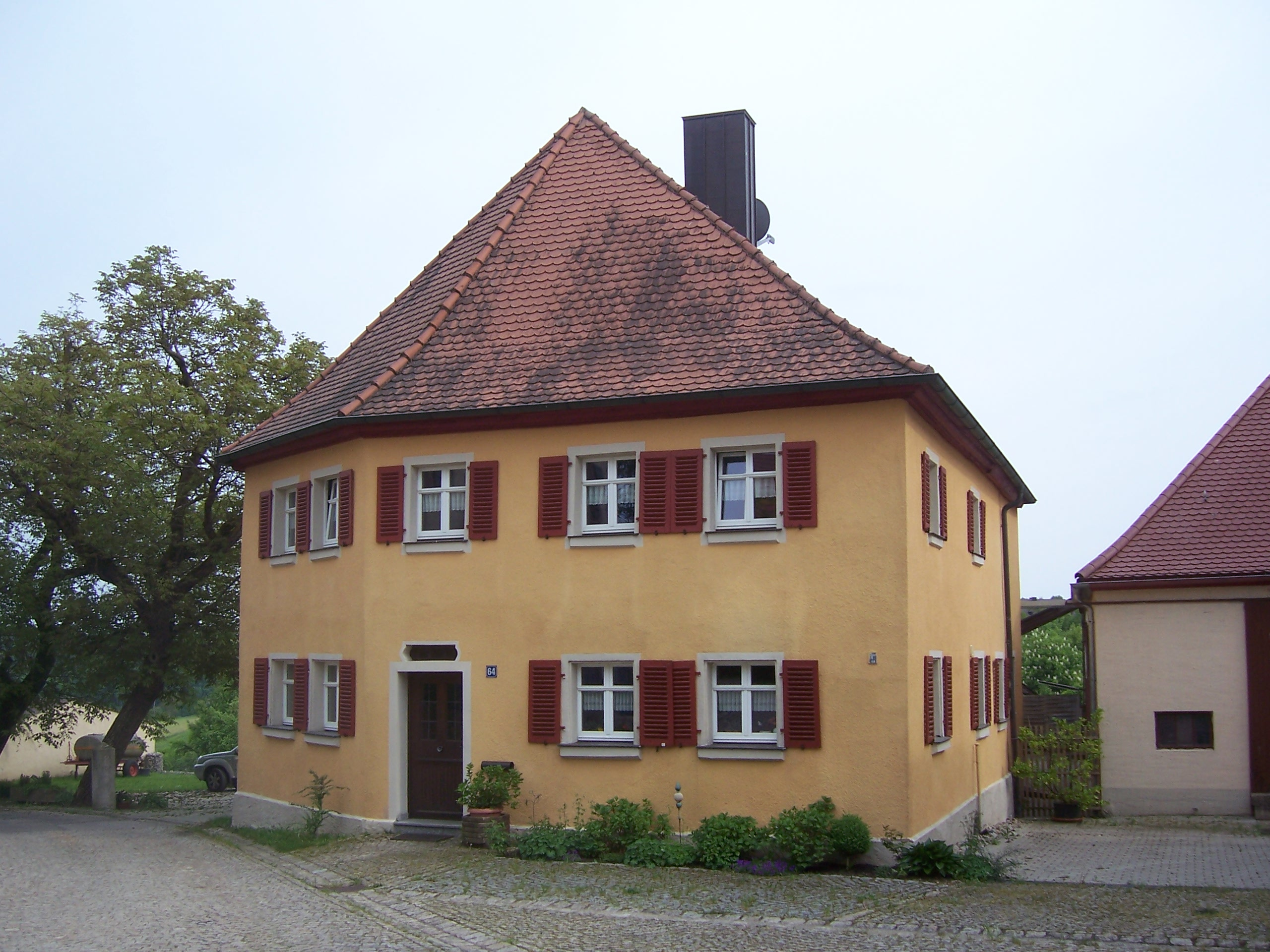
Altes Pfarrhaus in Kalbensteinberg

Das Alte Pfarrhaus in Kalbensteinberg, einem Gemeindeteil von Absberg im mittelfränkischen Landkreis Weißenburg-Gunzenhausen in Bayern, wurde 1602 errichtet. Das ehemalige Pfarrhaus mit der Adresse Kalbensteinberg 64, südlich der evangelisch-lutherischen Pfarrkirche St. Maria und Christophorus, ist ein geschütztes Baudenkmal.
Beim unregelmäßigen, zweigeschossigen Walmdachbau wurde 1928 das Fachwerk des Obergeschosses vermauert. 
Der Pfarrstadel stammt aus dem 18. Jahrhundert.